# Turn to Stone
Turn to Stone är en poplåt av Electric Light Orchestra, komponerad av Jeff Lynne. Låten kom att bli inledande spår på gruppens dubbelalbum Out of the Blue 1977. Den utgavs även som singel sent samma år. Liksom många av låtarna från albumet Out of the Blue komponerades den av Lynne under några intensiva veckor i Schweiz.

## Listplaceringar
| Lista (1977)   | Position                       |
| -------------- | ------------------------------ |
| Australien     | 17 (Kent Music Report)         |
| Finland        | 29                             |
| Kanada         | 9 (RPM)                        |
| Nederländerna  | 23                             |
| Nya Zeeland    | 21                             |
| Spanien        | 25                             |
| Storbritannien | 18 (UK Singles Chart)          |
| Sverige        | "Veckans Smash Hit" i Poporama |
| Sverige        | 10 (Topplistan)                |
| USA            | 13 (Billboard Hot 100)         |
| Västtyskland   | 32                             |